# Eupelmus aporostichus
Eupelmus aporostichus är en stekelart som beskrevs av Perkins 1910. Eupelmus aporostichus ingår i släktet Eupelmus och familjen hoppglanssteklar. Inga underarter finns listade i Catalogue of Life.